# プトレシンオキシダーゼ
プトレシンオキシダーゼ(putrescine oxidase)は、アルギニンおよびプロリン代謝酵素の一つで、次の化学反応を触媒する酸化還元酵素である。
プトレシン + {\displaystyle {\ce {O2 + H2O <=>}}} 4-アミノブタナール{\displaystyle {\ce {+ NH3 + H2O2}}}
反応式の通り、この酵素の基質はプトレシンとH2OとO2、生成物は4-アミノブタナールとNH3とH2O2である。補因子としてFADを用いる。
組織名はputrescine:oxygen oxidoreductase (deaminating)である。